# Корпус на морската пехота на Съединените щати
Корпусът на морската пехота на САЩ (на английски: United States Marine Corps), съкратено КМП на САЩ (USMC – Ю Ес Ем Си), наричан също Американски морски пехотен корпус (съкр. АМПК), е военно формирование във Военноморските сили на САЩ, обхващащо морската пехота на САЩ.
Неговата основна задача е провеждане на военни операции в крайбрежната зона, съвместно с останалите видове въоръжени сили и родове войски, както и охрана на обекти на Военноморските сили на САЩ и критична морска инфраструктура. Поради строгия подбор на кадрите, високото ниво на обучение и възможността за изключително бързо разполагане във всяка точка на света морските пехотинци са важен инструмент в осъществяването на американската външна политика.
Още от създаването на институцията морските пехотинци участват активно във всички войни на САЩ, като тези срещу Великобритания, Испания и Мексико, в окупацията на страни в Централна и Южна Америка, в Боксерското въстание в Китай и други. Поради характера си на амфибийни войски той е крайъгълният камък за победата на САЩ в Тихоокеанската война срещу Япония.

## Цели и задачи
Американският морски пехотен корпус е амфибийно военно формирование в постоянна бойна готовност. Основните 3 задачи са формулирани в Акта за националната сигурност от 1947 г. и все още важат:
- завземане или защита на големи военноморски бази или изпълняване на задачи на сушата с цел подкрепа на военноморски кампании;
- развиване на тактика, начини на обучение и оборудване, пригодни за целите на амфибийните войски;
- всякакви други задачи, които президентът възложи.

Последната определена функция подчертава ролята на американския президент като върховен главнокомандващ и се отнася за участието на корпуса във военни експедиции. Много от бойните действия, в които морската пехота взима участие, не са нито в подкрепа на военноморски кампании или осъществявани чрез нападения пряко от морето. Такива са войната с Великобритания през 1812 г., кампанията за завземането на Триполи, завземането на крепостта Чапултепек в Мексико, действия през Корейската война и множество операции в Латинска Америка по окупиране на страни или сваляне на управляващи режими.

## История
Американският морски пехотен корпус е сформиран с резолюция на 2-рия континентален конгрес на 10 ноември 1775 г. в механа „Тън“, Филаделфия, като включва войници от т.нар. континентални морски пехотинци. Конгресът нарежда създаването на 2 батальона, които трябва да вземат участие в инвазията на Нова Скотия. Целта е била чрез превземането ѝ да се отреже пътят за пристигане на нови британски подкрепления. Британските войски обаче окупират Нова Скотия преди тях и мисията на морските пехотинци се проваля. До края на Американската революция през 1783 г. Континенталният флот и Континенталните морски пехотинци са разпуснати. През 1798 г., малко преди началото на т.нар. Квазивойна с Франция, Конгресът нарежда възстановяването на Военноморския флот и морската пехота на САЩ. Сред най-интензивните ранни сражения на АМПК са по време на Триполитанската война (1801 – 1805), когато военна част от 300 морски пехотинци, арабски и европейски наемници, нападат пиратските владения в Северна Африка в опит да превземат Триполи.
По време на Британско-американската война американските морски пехотинци се представят забележително в сраженията по вода и се утвърждават като добри стрелци. Няколко години след края на войната командващият АМПК Антъни Гейл е даден под съд и заменен от Арчибалд Хендерсън през 1820 г. Под негово командване са организирани военни експедиции до Карибите, Мексиканския залив, Западна Африка, Фолклендските острови и Суматра. Хендерсън успява да разубеди президента Андрю Джаксън, който е планирал морските пехотинци да бъдат присъединени към Армията на САЩ.
До началото на Първата световна война АМПК намалява като численост, като правителството започва да отделя по-малко внимание на възможностите му и намалява финансирането. Към края на ХІХ век морската пехота оформя съвременния си облик, включително емблемата (приета на 19 ноември 1868 г.), химна (приет малко по-късно същата година) и мотото Semper Fidelis („Винаги предани“, 1883).

## Организация

### Командване
Начело на Корпуса стои офицер със звание генерал, чиято длъжност е „командващ Корпуса на морската пехота“. Той се подпомага от първи заместник командващ на Корпуса със същото звание. Настоящите титуляри са генерал Робърт Б. Нелър (37-ият командващ) и генерал Джон М. Пакстън младши (33-тият първи заместник-командващ). Макар да не е регламентирано, за да се подчертае равнопоставеността между наземните и авиационните подразделения за Корпуса, обикновено единият от двамата е пилот от Корпуса.
Комендващият, подпомаган от своя първи заместник, оглавява Щаба на Корпуса на морската пехота на САЩ, разположен главно в казарма Хендерсън Хол, Арлингтън, щата Вирджиния, Базата на Корпуса на морската пехота Куонтико, Вирджиния и още няколко обекта в столицата Вашингтон и в непосредствена близост до нея. Длъжността началник на щаба заема офицер със звание генерал-лейтенант, на когото са подчинени 6 началници на 6-те главни дирекции също със звание генерал-лейтенант, които са същевременно и началници на функционални командвания. Официалните им длъжности са „заместник-командващ на Корпуса на морската пехота по ... (името на съответната главна дирекция в щаба, която всеки оглавява)“. Някои учреждения на Корпуса са пряко подчинени на командващия, първия заместник-командващ, началника на щаба или на заместник-командващ.

### Оперативна организация
В оперативно отношение основните сили на морската пехота на САЩ са организирани в Тихоокеански сили на КПМ (United States Marine Corps Forces, Pacific), Атлантически сили на КПМ и Резерв на силите на КПМ.
Предвид честите дебати след големи военни конфликти относно целесъобразността Морската пехота да се поддържа като отделен вид въоръжени сили при условие, че голяма част от функциите ѝ са сходни с тези на Сухопътните войски (т.нар. Армия на Съединените американски щати), и призивите за тяхното разформироване, защитниците ѝ сред сенаторите и конгресмените вземат законодателни мерки това да бъде избегнато. Със закон структурата на Корпуса е определена в състав от 4 дивизии морска пехота, 4 авиокрила на морската пехота и 4 логистични съединения на морската пехота. Съгласно доктрината на корпуса всички оперативни и тактически ешелони формират обединения от наземен, авиационен и логистичен компонент. Тези ешелони са известни като Въздушно-наземен оперативен отряд на морската пехота (Marine Air-Ground Task Force, MAGTF).
Най-големите MAGTF са 3 отряда, известни като експедиционни отряди на морската пехота:
- 1-ви експедиционен отряд на морската пехота, щаб в Кемп Пендълтън, Калифорния
- 2-ри експедиционен отряд на морската пехота, щаб в Кемп Лежюн, Северна Каролина
- 3-ти експедиционен отряд на морската пехота, щаб в Кемп Кортни, о. Окинава, Япония

Всеки от тях е съставен от дивизия морска пехота, авиокрило на морската пехота и логистична група на морската пехота.
Междинният ешелон MAGTF са 3 Експедиционни бригади морска пехота:
- 1-ва експедиционна бригада морска пехота, щаб в Кемп Пендълтън, Калифорния
- 2-ра експедиционна бригада морска пехота, щаб в Кемп Лежюн, Северна Каролина
- 3-та експедиционна бригада морска пехота, щаб в Кемп Кортни, о. Окинава, Япония

Всяка от тях е съставена около подсилен полк морска пехота, подсилена авиогрупа на морската пехота и боен логистичен полк на морската пехота.
Най-малките MAGTF са 7 подразделения, известни като експедиционни части на морската пехота (способни на специални операции):
- 11-а експедиционна част на морската пехота, щаб в Кемп Пендълтън, Калифорния
- 13-а експедиционна част на морската пехота, щаб в Кемп Пендълтън, Калифорния
- 15-а експедиционна част на морската пехота, щаб в Кемп Пендълтън, Калифорния
- 22-ра експедиционна част на морската пехота, щаб в Кемп Лежюн, Северна Каролина
- 24-та експедиционна част на морската пехота, щаб в Кемп Лежюн, Северна Каролина
- 26-а експедиционна част на морската пехота, щаб в Кемп Лежюн, Северна Каролина
- 31-ва експедиционна част на морската пехота, щаб в Кемп Смедли Д. Бътлър, о. Окинава, Япония

Всяка от тях е съставена около подсилен батальон морска пехота, подсилена авиоескадрила конвертиплани на морската пехота и боен логистичен батальон на морската пехота.

### Административна организация
За разлика от оперативната организация на Корпуса, която отразява структурата му по време на военни операции, съществува и управленска (административна) мирновременна структура. Това са административните формирования, които отговарят за бойната подготовка, попълването с личен състав и техника, ремонта на техника, административното обслужване на личния състав и поддръжката на инфраструктурата.

#### Командни елементи
Командните елементи на Корпуса на морската пехота на САЩ обединяват подразделения, които не участват пряко в общовойсковите операции, но са ключови за командирите, като осигуряват събирането и анализирането на разузнавателна информация, свръзката между отделните звена по командната верига, специалното радиоелектронно разузнаване, радиоелектронна борба и радиопрехват, както и военната дисциплина на подчинените военнослужещи. Командните елементи включват 3 щабни групи на експедиционните отряди на морската пехота и Командния елемент на Резерва на морската пехота:
- I Marine Expeditionary Force Headquarters Group
- II Marine Expeditionary Force Headquarters Group
- III Marine Expeditionary Force Headquarters Group
- Force Headquarters Group

##### Щабна група на 1-ви експедиционен отряд
| Войскова част                                                                       | Оригинално название                                 | Дислокация                 | Забележки                                                                 |
| ----------------------------------------------------------------------------------- | --------------------------------------------------- | -------------------------- | ------------------------------------------------------------------------- |
| 1-ва рота за свръзка и коригиране на авиационната и артилерийската огнева поддръжка | 1st Air Naval Gunfire Liaison Company (1st ANGLICO) | Кемп Пендълтън, Калифорния |                                                                           |
| 1-ви разузнавателен батальон                                                        | 1st Intelligence Battalion (1st Intel)              | Кемп Пендълтън, Калифорния | отговаря за анализа на разузнавателна информация и за контраразузнаването |
| 1-ви военно-полицейски батальон на морската пехота                                  | 1st Law Enforcement Battalion                       | Кемп Пендълтън, Калифорния |                                                                           |
| 9-и свързочен батальон на морската пехота                                           | 9th Communication Battalion (9th Comm)              | Кемп Пендълтън, Калифорния |                                                                           |
| 1-ви радио-батальон на морската пехота                                              | 1st Radio Battalion (1st Radio)                     | Кемп Пендълтън, Калифорния | радиопрехват, радио-техническо разузнаване, радио-електронна война        |

##### Щабна група на 2-ри експедиционен отряд
| Войскова част                                                                       | Оригинално название                                 | Дислокация                                                    | Забележки                                                                    |
| ----------------------------------------------------------------------------------- | --------------------------------------------------- | ------------------------------------------------------------- | ---------------------------------------------------------------------------- |
| 2-ра рота за свръзка и коригиране на авиационната и артилерийската огнева поддръжка | 2nd Air Naval Gunfire Liaison Company (2nd ANGLICO) | Кемп Лежюн, Северна Каролина                                  |                                                                              |
| 2-ри разузнавателен батальон                                                        | 2nd Intelligence Battalion (2nd Intel)              | Кемп Лежюн, Северна Каролина                                  | отговаря за анализа на разузнавателна информация и контраразузнаването       |
| 2-ри военно-полицейски батальон на морската пехота                                  | 2nd Law Enforcement Battalion                       | Кемп Лежюн, Северна Каролина                                  |                                                                              |
| 8-и свързочен батальон на морската пехота                                           | 8th Communication Battalion (8th Comm)              | Кемп Лежюн, Северна Каролина                                  |                                                                              |
| 2-ри радио-батальон на морската пехота                                              | 2nd Radio Battalion (2nd Radio)                     | Кемп Лежюн, Северна Каролина                                  | радио-прехват, радио-техническо разузнаване, радио-електронна война          |
| Отряд за ЯХБЗ реакция                                                               | Chemical Biological Incident Response Force (CBIRF) | Военноморски надводен изпитателен център Индиън Хед, Мериленд | поддържа разположените в близост контратерористични подразделения на Корпуса |

##### Щабна група на 3-ти експедиционен отряд
| Войскова част                                                                      | Оригинално название                                 | Дислокация                               | Забележки                                                              |
| ---------------------------------------------------------------------------------- | --------------------------------------------------- | ---------------------------------------- | ---------------------------------------------------------------------- |
| 5-а рота за свръзка и коригиране на авиационната и артилерийската огнева поддръжка | 5th Air Naval Gunfire Liaison Company (5th ANGLICO) | Кемп Хансен, Окинава, Япония             |                                                                        |
| 3-ти разузнавателен батальон                                                       | 3rd Intelligence Battalion (3rd Intel)              | Кемп Хансен, Окинава, Япония             | отговаря за анализа на разузнавателна информация и контраразузнаването |
| 3-ти военно-полицейски батальон на морската пехота                                 | 3rd Law Enforcement Battalion                       | Кемп Хансен, Окинава, Япония             |                                                                        |
| 7-и свързочен батальон на морската пехота                                          | 7th Communication Battalion (7th Comm)              | Кемп Хансен, Окинава, Япония             |                                                                        |
| 3-ти радио-батальон на морската пехота                                             | 3rd Radio Battalion (3rd Radio)                     | База на Корпуса на морската пехота Хавай | радиопрехват, радио-техническо разузнаване, радио-електронна война     |

##### Щабна група на силите (резервна)
| Войскова част                                                                       | Оригинално название                                 | Дислокация                                              | Забележки |
| ----------------------------------------------------------------------------------- | --------------------------------------------------- | ------------------------------------------------------- | --- |
| 3-та диверсионно-разузнавателна рота                                                | 3rd Force Reconnaissance Company                    | Mобайл, Алабама                                         | оперативно подчинена на 2-ри експедиционен отряд на морската пехота, щаб в Кемп Лежюн, Северна Каролина                                                    |
| 4-та диверсионно-разузнавателна рота                                                | 4th Force Reconnaissance Company                    | База на Корпуса на морската пехота Хавай                | оперативно подчинена на 1-ви експедиционен отряд на морската пехота, щаб в Кемп Пендълтън, Калифорния                                                      |
| 3-та рота за свръзка и коригиране на авиационната и артилерийската огнева поддръжка | 3rd Air Naval Gunfire Liaison Company (3rd ANGLICO) | Лонг Бийч, Калифорния                                   | |
| 4-та рота за свръзка и коригиране на авиационната и артилерийската огнева поддръжка | 4th Air Naval Gunfire Liaison Company (4th ANGLICO) | Уест Палм Бийч, Калифорния                              | |
| 6-а рота за свръзка и коригиране на авиационната и артилерийската огнева поддръжка  | 6th Air Naval Gunfire Liaison Company (6th ANGLICO) | Конкърд, Калифорния                                     | |
| Батальон за разузнавателна поддръжка                                                | Intelligence Support Battalion                      | Ню Орлийнс, Луизиана                                    | отговаря за анализа на оперативна разузнавателна информация                                                                                                |
| 4-ти военно-полицейски батальон на морската пехота                                  | 4th Law Enforcement Battalion                       | Сейнт Пол, Минесота                                     | |
| 6-и свързочен батальон на морската пехота                                           | 6th Communication Battalion (6th Comm)              | Ню Йорк, Ню Йорк                                        | |
| 1-ва група за граждански дела                                                       | 1st Civil Affairs Group                             | Кемп Пендълтън, Калифорния                              | Групи за граждански дела (Civil Affairs) е новото наименование на подразделенията за гражданско-военно сътрудничество (Civil-Military Co-operation, CIMIC) |
| 2-ра група за граждански дела                                                       | 2nd Civil Affairs Group                             | Военноморски обект Анакостия, Вашингтон, Окръг Колумбия | Групи за граждански дела (Civil Affairs) е новото наименование на подразделенията за гражданско-военно сътрудничество (Civil-Military Co-operation, CIMIC) |
| 3-та група за граждански дела                                                       | 3rd Civil Affairs Group                             | Военноморска станция Грейт Лейкс, Илинойс               | Групи за граждански дела (Civil Affairs) е новото наименование на подразделенията за гражданско-военно сътрудничество (Civil-Military Co-operation, CIMIC) |
| 4-та група за граждански дела                                                       | 4th Civil Affairs Group                             | Хаялеа, Флорида                                         | Групи за граждански дела (Civil Affairs) е новото наименование на подразделенията за гражданско-военно сътрудничество (Civil-Military Co-operation, CIMIC) |

#### Наземни общовойскови сили
Основният наземен боен компонент на Корпуса формират 4 дивизии морска пехота, една от които е попълнена с резервисти. Дивизиите са общовойскови съединения, включващи механизирана и лека пехота, танкове, бронеразузнавателни подразделения, артилерия, инженерни подразделения.

##### 1-ва дивизия морска пехота
| Войскова част                            | Оригинално название                        | Дислокация                                 | Забележки                                                                |
| ---------------------------------------- | ------------------------------------------ | ------------------------------------------ | ------------------------------------------------------------------------ |
| Командване и щабен батальон              | Headquarters Battalion                     | Кемп Пендълтън, Калифорния                 |                                                                          |
| 1-ви полк морска пехота                  | 1st Marine Regiment                        | Кемп Пендълтън, Калифорния                 | 4 батальона                                                              |
| 5-и полк морска пехота                   | 5th Marine Regiment                        | Кемп Пендълтън, Калифорния                 | 4 батальона                                                              |
| 7-и полк морска пехота                   | 7th Marine Regiment                        | учебен център Туентинайн Палмс, Калифорния | 4 батальона                                                              |
| 11-и полк морска пехота                  | 11th Marine Regiment                       | Кемп Пендълтън, Калифорния                 | артилерийски 4 батальона, гаубици, М777А2                                |
| 1-ви танков батальон                     | 1st Tank Battalion                         | учебен център Туентинайн Палмс, Калифорния | 4 танкови роти, 58 М1А1                                                  |
| 1-ви лек бронеразузнавателен батальон    | 1st Light Armored Reconnaissance Battalion | Кемп Пендълтън, Калифорния                 | 4 роти, БРМ LAV-25                                                       |
| 3-ти лек бронеразузнавателен батальон    | 3rd Light Armored Reconnaissance Battalion | учебен център Туентинайн Палмс, Калифорния | 4 роти, БРМ LAV-25                                                       |
| 1-ви диверсионно-разузнавателен батальон | 1st Reconnaissance Battalion               | Кемп Пендълтън, Калифорния                 | 3 разузнавателни роти 1 рота за дълбоко разузнаване                      |
| 3-ти щурмови амфибиен батальон           | 3rd Assault Amphibian Battalion            | Кемп Пендълтън, Калифорния                 | Амфибийни БТР AAVP-7A1 5 роти в Кемп Пендълтън 1 рота в Туентинайн Палмс |
| 1-ви сапьорен инженерен батальон         | 1st Combat Engineer Battalion              | Кемп Пендълтън, Калифорния                 | 3 инженерни роти 1 сапьорна рота 1 механизирана рота                     |
| 3-ти сапьорен инженерен батальон         | 3rd Combat Engineer Battalion              | учебен център Туентинайн Палмс, Калифорния | 2 инженерни роти 1 рота за поддръжка                                     |

##### 2-ра дивизия морска пехота
| Войскова част                            | Оригинално название                        | Дислокация                   | Забележки                                            |
| ---------------------------------------- | ------------------------------------------ | ---------------------------- | ---------------------------------------------------- |
| Командване и щабен батальон              | Headquarters Battalion                     | Кемп Лежюн, Северна Каролина |                                                      |
| 2-ри полк морска пехота                  | 2nd Marine Regiment                        | Кемп Лежюн, Северна Каролина | 3 батальона                                          |
| 6-и полк морска пехота                   | 6th Marine Regiment                        | Кемп Лежюн, Северна Каролина | 3 батальона                                          |
| 8-и полк морска пехота                   | 8th Marine Regiment                        | Кемп Лежюн, Северна Каролина | 3 батальона                                          |
| 10-и полк морска пехота                  | 10th Marine Regiment                       | Кемп Лежюн, Северна Каролина | артилерийски 2 батальона, гаубици, М777А2            |
| 2-ри танков батальон                     | 2nd Tank Battalion                         | Кемп Лежюн, Северна Каролина | 4 танкови роти, 58 М1А1                              |
| 2-ри лек бронеразузнавателен батальон    | 2nd Light Armored Reconnaissance Battalion | Кемп Лежюн, Северна Каролина | 4 роти, БРМ LAV-25                                   |
| 2-ри диверсионно-разузнавателен батальон | 2nd Reconnaissance Battalion               | Кемп Лежюн, Северна Каролина | 3 разузнавателни роти 1 рота за дълбоко разузнаване  |
| 2-ри щурмови амфибиен батальон           | 2nd Assault Amphibian Battalion            | Кемп Лежюн, Северна Каролина | Амфибийни БТР AAVP-7A1 2 роти                        |
| 2-ри сапьорен инженерен батальон         | 2nd Combat Engineer Battalion              | Кемп Лежюн, Северна Каролина | 3 инженерни роти 1 сапьорна рота 1 механизирана рота |

##### 3-та дивизия морска пехота
| Войскова част                            | Оригинално название          | Дислокация                             | Забележки                                                                                  |
| ---------------------------------------- | ---------------------------- | -------------------------------------- | ------------------------------------------------------------------------------------------ |
| Командване и щабен батальон              | Headquarters Battalion       | Кемп Кортни, Окинава, Япония           |                                                                                            |
| 3-ти полк морска пехота                  | 3rdt Marine Regiment         | База на КМП Хавай                      | 3 батальона                                                                                |
| 4-ти полк морска пехота                  | 4th Marine Regiment          | Кемп Шуаб, Окинава, Япония             | 3 батальона                                                                                |
| 12-и полк морска пехота                  | 12th Marine Regiment         | Кемп Смедли Д. Бътлър, Окинава, Япония | артилерийски 2 батальона, гаубици, М777А2                                                  |
| Щурмови механизиран батальон             | Combat Assault Battalion     | Кемп Шуаб, Окинава, Япония             | 1 лека бронеразузнавателна рота БРМ 1 щурмова амфибийна рота БТР 1 сапьорна инженерна рота |
| 3-ти диверсионно-разузнавателен батальон | 3rd Reconnaissance Battalion | Кемп Шуаб, Окинава, Япония             | ? разузнавателни роти 1 рота за дълбоко разузнаване                                        |

##### 4-та дивизия морска пехота (резервна)
| Войскова част                            | Оригинално название                        | Дислокация                                           | Забележки |
| ---------------------------------------- | ------------------------------------------ | ---------------------------------------------------- | --- |
| Командване и щабен батальон              | Headquarters Battalion                     | Ню Орлийнз, Луизиана                                 | |
| 23-ти полк морска пехота                 | 23rd Marine Regiment                       | Сан Бруно, Калифорния                                | 1-ви батальон – Елингтън Фийлд, Тексас 2-ри батальон – Пасадина, Калифорния 3-ти батальон – Бриджтън, Мисури 2-ри батальон/24 – Чикаго, Илинойс Автомобилна рота – АБ Нелис, Невада                                                 |
| 25-и полк морска пехота                  | 25th Marine Regiment                       | Форт Девънс, Масачузец                               | 1-ви батальон – Форт Девънс, Масачузетс 2-ри батальон – Гардън Сити, Ню Йорк 3-ти батальон – Брук Парк, Охайо 1-ви батальон/24th – Детройт, Мичиган                                                                                 |
| 14-и полк морска пехота                  | 14th Marine Regiment                       | Форт Уърт, Тексас                                    | артилерийски 2-ри батальон – Гранд Прери, Тексас 3-ти батальон – Бристъл, Пенсилвания 5-и батальон – Сийл Бийч, Калифорния |
| 4-ти танков батальон                     | 4th Tank Battalion                         | Център на резерва на ВМС и КМП Сан Диего, Калифорния | A рота – Кемп Пендълтън, Калифорния B рота – Якима, Вашингтон C рота – Бойзи, Айдахо D рота – Туентинайн Палмс, Калифорния E рота – Форт Нокс, Кентъки F рота – Кемп Лежюн, Сев. Каролина ПТУРС / разузн. взвод – Лафайет, Луизиана |
| 4-ти лек бронеразузнавателен батальон    | 4th Light Armored Reconnaissance Battalion | Кемп Пендълтън, Калифорния                           | A рота – Кемп Пендълтън, Калифорния B рота – Форт Детрик, Мериленд C рота – Ривъртън, Юта D рота – Куонтико, Вирджиния E рота – Сиракюз, Ню Йорк F рота – Ийстоувър, Южна Каролина                                                  |
| 4-ти диверсионно-разузнавателен батальон | 4th Reconnaissance Battalion               | Сан Антонио, Тексас                                  | B рота – Смирна, Джорджия C рота – Сан Антонио, Тексас D рота – Албъкърки, Ню Мексико E рота – Джолиет, Илинойс |
| 3-та рота за дълбоко разузнаване         | 3rd Force Reconnaissance Company           | Мобайл, Алабама                                      | |
| 4-та рота за дълбоко разузнаване         | 4th Force Reconnaissance Company           | Аламеда, Калифорния                                  | |
| 4-ти щурмови амфибиен батальон           | 4th Assault Amphibian Battalion            | Тампа Бей, Флорида                                   | A рота – Вирджиния Бийч, Вирджиния B рота – Джаксънвил, Флорида C рота – Галвестън, Тексас D рота – Тампа, ФЛорида |
| 4-ти сапьорен инженерен батальон         | 4th Combat Engineer Battalion              | Балтимор, Мериленд                                   | A рота – Чарлстън, Западна Вирджиния B рота – Роъноук, Вирджиния C рота – Линчбърг, Вирджиния D рота – Ноксвил, Тенеси Механизирана инженерна рота – Балтимор, Мериленд                                                             |

#### Авиационни сили
Също както и наземните сили и авиацията на Корпуса на морската пехота е организирана основно в 4 съединения, наричани авиокрила на морката пехота. Те са авиационен еквивалент на дивизиите и също като тях са командвани от офицери със звание генерал-майор. Характерна особеност на морската пехота на САЩ е неговата авиация. Това е породено от експедиционния характер на задачите на Корпуса. Операциите в райони, силно отдалечени от авиобазите на Военновъздушните сили, липсата на самолетоносачи на ВМС в района и логистичните трудности за разполагане на артилерийски подразделения определят нуждата от изтребители, щурмови самолети и средни транспортни самолети, наред със самолети за радиоелектронна борба, бойни и транспортно-десантни вертолети и в последно време безпилотни летателни апарати. Отличителна характеристика за Корпуса са именно изтребителите и щурмовиците. Никой друг подобен род войски по света не разполага със собствени реактивни бойни самолети, а и никъде другаде те не са интегрирани в такава степен в бойния строй на наземни бойни части. Макар да са отделни съединения, 4-те авиокрила са групирани така, че всяко тях да осигурява близка въздушна поддръжка на дивизия морска пехота. 1-во авиокрило на морската пехота поддържа 3-та дивизия, 2-ро авиокрило – 2-ра дивизия, 3-то авиокрило – 1-ва дивизия, а 4-то (резервно) авиокрило поддържа 4-та (резервна) дивизия.

##### 1-во авиокрило
| Войскова част                                     | Оригинално название                   | Дислокация                                              | Забележки |
| ------------------------------------------------- | ------------------------------------- | ------------------------------------------------------- | --- |
| Командване и щабна ескадрила                      | Marine Wing Headquarters Squadron 1   | Кемп Смедли Д. Бътлър, Окинава, Япония                  | |
| 12-а авиационна група на морската пехота          | Marine Aircraft Group 12 (MAG-12)     | Авиостанция на морската пехота Иуакуни, Окинава, Япония | 1 постоянно базирана изтребително-бомбардировъчна (командна) ескадрила 1 постоянно базирана средна транспортна ескадрила 2 ескадрили в ротация от състава на 3-то авиокрило                                                                    |
| 36-а авиационна група на морската пехота          | Marine Aircraft Group 36 (МАG-36)     | Авиостанция на морската пехота Футенма, Окинава, Япония | 2 постоянно базирани ескадрили конвертиплани 1 ескадрила леки бойни вертолети в ротация 1 ескадрила тежки транспортно-десантни вертолети в ротация                                                                                             |
| 24-та авиационна група на морската пехота         | Marine Aircraft Group 24 (MAG-24)     | Авиопункт на морската пехота Канеохе Бей, Хавай         | 1 постоянно базирана ескадрила леки бойни вертолети 1 постоянно базирана ескадрила тежки транспортно-десантни вертолети 1 постоянно базирана ескадрила безпилотни ЛА                                                                           |
| 18-а група за въздушен контрол на морската пехота | Marine Air Control Group 18 (MACG-18) | Авиостанция на морската пехота Футенма, Окинава, Япония | 4-та ескадрила за въздушен контрол на МП 2-ра ескадрила за поддръжка на авиационните операции на МП 18-а тактическа командна ескадрила на авиационните операции на МП 18-а ескадрила за комуникационна поддръжка на МП Отделение за близка ПВО |

##### 2-ро авиокрило
| Войскова част                                     | Оригинално название                   | Дислокация                                                  | Забележки |
| ------------------------------------------------- | ------------------------------------- | ----------------------------------------------------------- | --- |
| Командване и щабна ескадрила                      | Marine Wing Headquarters Squadron 2   | Авиостанция на морската пехота Чери Пойнт, Северна Каролина | |
| 31-ва авиационна група на морска пехота           | Marine Aircraft Group 31 (MAG-31)     | Авиостанция на морската пехота Бофърт, Южна Каролина        | 4 изтребително-бомбардировъчни ескадрили 2 изтребително-бомбардировъчни (командни) ескадрили 1 учебно-бойна изтребително-бомбардировъчна СВИК ескадрила                                                                                            |
| 14-а авиационна група на морска пехота            | Marine Aircraft Group 14 (МАG-14)     | Авиостанция на морската пехота Чери Пойнт, Северна Каролина | 3 щурмови СВИК ескадрили 1 учебно-бойна щурмова СВИК ескадрила 4 ескадрили за РЕБ/ РЕП/ РТР 1 средна транспортна ескадрила 1 ескадрила безпилотни ЛА                                                                                               |
| 29-а авиационна група на морска пехота            | Marine Aircraft Group 29 (MAG-29)     | Авиостанция на морската пехота Ню Ривър, Северна Каролина   | 3 ескадрили леки бойни вертолети 3 ескадрили тежки транспортно-десантни вертолети 1 учебно-бойна ескадрила тежки транспортно-десантни вертолети |
| 26-а авиационна група на морска пехота            | Marine Aircraft Group 26 (MAG-26)     | Авиостанция на морската пехота Ню Ривър, Северна Каролина   | 6 ескадрили средни транспортно-десантни конвертиплани 1 учебно-бойна ескадрила средни транспортно-десантни конвертиплани |
| 28-а група за въздушен контрол на морската пехота | Marine Air Control Group 28 (MACG-28) | Авиостанция на морската пехота Чери Пойнт, Северна Каролина | 2-ра ескадрила за въздушен контрол на МП 1-ва ескадрила за поддръжка на авиационните операции на МП 28-а тактическа командна ескадрила на авиационните операции на МП 28-а ескадрила за комуникационна поддръжка на МП 2-ри батальон за близка ПВО |
| оркестър на 2-ро авиокрило на МП                  | 2nd MAW Band                          | Авиостанция на морската пехота Чери Пойнт, Северна Каролина | |

##### 3-то авиокрило
| Войскова част                                     | Оригинално название                   | Дислокация                                         | Забележки |
| ------------------------------------------------- | ------------------------------------- | -------------------------------------------------- | --- |
| Командване и щабна ескадрила                      | Marine Wing Headquarters Squadron 3   | Авиостанция на морската пехота Мирамар, Калифорния | |
| 11-а авиационна група на морска пехота            | Marine Aircraft Group 11 (MAG-11)     | Авиостанция на морската пехота Мирамар, Калифорния | 3 изтребително-бомбардировъчни ескадрили 1 изтребително-бомбардировъчна (командна) ескадрила 1 учебно-бойна изтребително-бомбардировъчна ескадрила 1 средна транспортна ескадрила                                                                 |
| 13-а авиационна група на морска пехота            | Marine Aircraft Group 13 (МАG-13)     | Авиостанция на морската пехота Юма, Аризона        | 1 изтребително-бомбардировъчна СВИК ескадрила 3 щурмови СВИК ескадрили 1 ескадрила безпилотни ЛА |
| 16-а авиационна група на морска пехота            | Marine Aircraft Group 16 (MAG-16)     | Авиостанция на морската пехота Мирамар, Калифорния | 4 ескадрили тежки транспортно-десантни вертолети 6 ескадрили средни транспортно-десантни конвертиплани |
| 39-а авиационна група на морска пехота            | Marine Aircraft Group 39 (MAG-39)     | Кемп Пендълтън, Калифорния                         | 4 ескадрили леки бойни вертолети 1 учебно-бойна ескадрила леки бойни вертолети 2 ескадрили средни транспортно-десантни конвертиплани |
| 38-а група за въздушен контрол на морската пехота | Marine Air Control Group 38 (MACG-38) | Авиостанция на морската пехота Мирамар, Калифорния | 1-ва ескадрила за въздушен контрол на МП 3ва ескадрила за поддръжка на авиационните операции на МП 38-а тактическа командна ескадрила на авиационните операции на МП 38-а ескадрила за комуникационна поддръжка на МП 3-ти батальон за близка ПВО |
| аркестър на 3-то авиокрило на МП                  | 3rd MAW Band                          | Авиостанция на морската пехота Мирамар, Калифорния | |

##### 4-то авиокрило (резервно)
| Войскова част                                          | Оригинално название                                       | Дислокация                                         | Забележки |
| ------------------------------------------------------ | --------------------------------------------------------- | -------------------------------------------------- | --- |
| Командване и щабна ескадрила                           | Marine Wing Headquarters Squadron 4                       | Обединена база на резерва Ню Орлийнс, Луизиана     | |
| 41-ва авиационна група на морска пехота                | Marine Aircraft Group 41 (MAG-41)                         | Обединена база на резерва Форт Уърт, Тексас        | 1 изтребително-бомбардировъчна ескадрила - ОБР Форт Уърт, Тексас 1 изтребителна агресорска ескадрила - АСМП Юма, Аризона 1 средна транспортна ескадрила - ОБР Форт Уърт, Тексас 1 ескадрила средни транспортно-десантни конвертиплани - АСМП Мирамар, Калифорния 1 ескадрила безпилотни ЛА - АСМП Камп Пендълтън, Калифорния                                                                                          |
| 49-а авиационна група на морска пехота                 | Marine Aircraft Group 49 (МАG-49)                         | Обединена база на резерва Уилоу Гроув, Пенсилвания | 1 средна транспортна ескадрила - АБВНГ Стюърт, Ню Йорк 1 тежка ескадрила транспортно-десантни вертолети - ОБ МакГуайър – Дикс – Лейкхърст, Ню Джързи 1 ескадрила леки бойни вертолети - Авиобаза Робинс, Джорджия - ОБР Ню Орлийнс, Луизиана (Отделение А) - ОБ МакГуайър – Дикс – Лейкхърст, Ню Джързи (Отделение B) 1 ескадрила средни транспортно-десантни конвертиплани - Военноморска станция Норфолк, Вирджиния |
| 48-а група за въздушен контрол на морската пехота      | Marine Air Control Group 48 (MACG-48)                     | Военноморска станция Грейт Лейкс, Илинойс          | 24-та ескадрила за въздушен контрол на МП 6-а ескадрила за поддръжка на авиационните операции на МП 48-а тактическа командна ескадрила на авиационните операции на МП 48-а ескадрила за комуникационна поддр. на МП |
| 42-ра група за поддръжка на летателното обучение на МП | Marine Aviation Training Support Group 42                 | Военноморска авиостанция Пенсакола, Флорида        | |
| Транспортна ескадрила Бел Шас                          | Marine Transport Squadron Belle Chasse (VMR Belle Chasse) | Обединена база на резерва Ню Орлийнс, Луизиана     | ~ 6 бройки Cessna Citation UC-35 |
| Транспортна ескадрила Андрюс                           | Marine Transport Squadron Andrews (VMR Andrews)           | Обединена база Андрюс, Мериленд                    | ~ 6 броя Cessna Citation UC-35 |
| Летищна поддръжка на 4-то авиокрило морска пехота      | 4th Marine Aircraft Wing Site Support                     | Авиостанция на морската пехота Мирамар, Калифорния | |

#### Логистични сили
Логистичните сили, също както и общовойсковите и авиационните части на Корпуса, са формирани в 4 съединения, наричани логистични групи на морската пехота, всяка от които поддържа дивизия и авиокрило морска пехота.
- 1-ва логистична група на морската пехота в Кемп Пендълтън, Калифорния поддържа 1-ва дивизия морска пехота и 3-то авиокрило на морската пехота
- 2-ра логистична група на морската пехота в Кемп Лежюн, Северна Каролина поддържа 2-ра дивизия морска пехота и 2-ро авиокрило на морската пехота
- 3-та логистична група на морската пехота в Кемп Кинсър, Окинава, Япония поддържа 3-та дивизия морска пехота и 1-во авиокрило на морската пехота
- 4-та логистична група на морската пехота в Обединената резервна база в Ню Орлийнс, Луизиана обединява резервните логистични подразделения на Корпуса и поддържа резервните 4-та дивизия морска пехота и 4-то авиокрило на морската пехота

##### 1-ва логистична група
| Войскова част | Оригинално название                      | Дислокация                 | Забележки |
| --- | ---------------------------------------- | -------------------------- | --- |
| Щаб и щабен батальон | Headquarters and Headquarters Battalion  | Кемп Пендълтън, Калифорния | |
| Щабен полк - 11-и боен логистичен батальон - 13-и боен логистичен батальон - 15-и боен логистичен батальон                                                                             | Headquarters Regiment                    | Кемп Пендълтън, Калифорния | бивш 17-и боен логистичен полк, трите му бойни логистични батальона поддържат съответно 11-а, 13-а и 15-а експедиционна част на морската пехота (ССО) |
| 1-ви боен логистичен полк на морска пехота - 1-ви боен логистичен батальон - 5-и боен логистичен батальон - 7-и боен логистичен батальон - 1-ви транспортен батальон                   | Combat Logistics Regiment 1 (CLR 1)      | Кемп Пендълтън, Калифорния | поддържа 1-ва дивизия морска пехота |
| 15-и боен логистичен полк на морска пехота - 1-ви снабдителен батальон - 1-ви ремонтен батальон - 11-а бойна логистична рота - 13-а бойна логистична рота - 16-а бойна логистична рота | Combat Logistics Regiment 15 (CLR 15)    | Кемп Пендълтън, Калифорния | 11-а бойна логистична рота поддържа 11-а авиогрупа на морската пехота в АСМП Мирамар, Калифорния 13-а бойна логистична рота поддържа 13-а авиогрупа на морската пехота в АСМП Юма, Аризона 16-а бойна логистична рота поддържа 16-а авиогрупа на морската пехота в АСМП Мирамар, Калифорния |
| 7-и батальон за инженерна поддръжка | 7th Engineer Support Battalion (7th ESB) | Кемп Пендълтън, Калифорния | включва бойни инженерни, сапьорни, строителни, мостови и инфраструктурни роти |
| 1-ви медицински батальон | 1st Medical Battalion                    | Кемп Пендълтън, Калифорния | |
| 1-ви дентален батальон | 1st Dental Battalion                     | Кемп Пендълтън, Калифорния | |

##### 2-ра логистична група
| Войскова част | Оригинално название                      | Дислокация                   | Забележки |
| --- | ---------------------------------------- | ---------------------------- | --- |
| Щаб и щабен батальон | Headquarters and Headquarters Battalion  | Кемп Лежюн, Северна Каролина | |
| Щабен полк - 22-ри боен логистичен батальон - 24-ти боен логистичен батальон - 26-и боен логистичен батальон                                                         | Headquarters Regiment                    | Кемп Лежюн, Северна Каролина | бивш боен логистичен полк, трите му бойни логистични батальона поддържат съответно 22-ра, 24-та и 26-а експедиционна част на морската пехота (ССО)                                                              |
| 2-ри боен логистичен полк на морска пехота - 2-ри боен логистичен батальон - 6-и боен логистичен батальон - 8-и боен логистичен батальон - 2-ри транспортен батальон | Combat Logistics Regiment 2 (CLR 2)      | Кемп Лежюн, Северна Каролина | поддържа 2-ра дивизия морска пехота |
| 25-и боен логистичен полк на морска пехота - 2-ри снабдителен батальон - 2-ри ремонтен батальон - 21-ва бойна логистична рота - 23-та бойна логистична рота          | Combat Logistics Regiment 15 (CLR 15)    | Кемп Лежюн, Северна Каролина | 21-ва бойна логистична рота поддържа 14-а Авиогрупа на морската пехота в АСМП Чери Пойнт, Северна Каролина 23-та бойна логистична рота поддържа 31-ва Авиогрупа на морската пехота в АСМП Бофърт, Южна Каролина |
| 8-и батальон за инженерна поддръжка | 8th Engineer Support Battalion (8th ESB) | Кемп Лежюн, Северна Каролина | включва бойни инженерни, сапьорни, строителни, мостови и инфраструктурни роти |
| 2-ри медицински батальон | 2nd Medical Battalion                    | Кемп Лежюн, Северна Каролина | |
| 2-ри дентален батальон | 2nd Dental Battalion                     | Кемп Лежюн, Северна Каролина | |

##### 3-та логистична група
| Войскова част | Оригинално название                      | Дислокация                             | Забележки |
| --- | ---------------------------------------- | -------------------------------------- | --- |
| Щаб и щабен батальон | Headquarters and Headquarters Battalion  | Кемп Смедли Д. Бътлър, Окинава, Япония | |
| Щабен полк - 22-ри боен логистичен батальон - 24-ти боен логистичен батальон - 26-и боен логистичен батальон                                              | Headquarters Regiment                    | Кемп Лежюн, Северна Каролина           | бивш 37-и боен логистичен полк, трите му бойни логистични батальона поддържат съответно 22-ра, 24-та и 26-а Експедиционна част на морската пехота (ССО)                                                |
| 3-ти боен логистичен полк на морска пехота - 3-ти боен логистичен батальон - 4-ти боен логистичен батальон                                                | Combat Logistics Regiment 3 (CLR 3)      | Кемп Фостър, Окинава, Япония           | поддържа 1-ва дивизия морска пехота |
| 35-и боен логистичен полк на морска пехота - 3-ти снабдителен батальон - 3-ти ремонтен батальон - 35-а бойна логистична рота - 36-а бойна логистична рота | Combat Logistics Regiment 35 (CLR 35)    | Кемп Кинсър, Окинава, Япония           | 35-а бойна логистична рота поддържа 24-та авиогрупа на морската пехота в АСМП Канеохе Бей, Хавай 36-а бойна логистична рота поддържа 12-а авиогрупа на морската пехота в АСМП Иуакуни, Окинава, Япония |
| 9-и батальон за инженерна поддръжка | 9th Engineer Support Battalion (9th ESB) | Кемп Хансен, Окинава, Япония           | включва бойни инженерни, сапьорни, строителни, мостови и инфраструктурни роти |
| 3-ти медицински батальон | 2nd Medical Battalion                    | Кемп Фостър, Окинава, Япония           | |
| 3-ти дентален батальон | 2nd Dental Battalion                     | Кемп Смедли Д. Бътлър, Окинава, Япония | |

##### 4-та логистична група (резервна)
| Войскова част | Оригинално название                      | Дислокация                                   | Забележки |
| --- | ---------------------------------------- | -------------------------------------------- | --- |
| Щаб и щабен батальон | Headquarters and Headquarters Battalion  | Обединена резервна база Ню Орлийнс, Луизиана | |
| 4-ти боен логистичен полк на морска пехота - 23-ти боен логистичен батальон - 453-ти боен логистичен батальон - Взвод за ЯХБЗ | Combat Logistics Regiment 4 (CLR 4)      | Канзас Сити, Мисури                          | 23-ти батальон във Форт Люис, Вашингтон 453-ти батальон в Орора, Колорадо взвод за ЯХБЗ в Канзас сити, Мисури |
| 45-и боен логистичен полк на морска пехота - 25-и боен логистичен батальон - 451-ви боен логистичен батальон                  | Combat Logistics Regiment 45 (CLR 45)    | Авиобаза Добинс, Джорджия                    | 25-и батальон в Ред Бенк, Ню Джързи 451-ви батальон в Шарлът, Северна Каролина                                |
| 6-и батальон за инженерна поддръжка                                                                                           | 6th Engineer Support Battalion (6th ESB) | Портланд, Орегон                             | включва бойни инженерни, сапьорни, строителни, мостови и инфраструктурни роти                                 |
| 4-ти медицински батальон | 4thd Medical Battalion                   | Сан Диего, Калифорния                        | |
| 4-ти дентален батальон | 4th Dental Battalion                     | Авиобаза Добинс, Джорджия                    | |

## Униформи и звания

### Униформи
Униформата на морските пехотинци на САЩ е различна от униформите на всички останали военнослужещи от ВС на САЩ. Корпусът на морската пехота има най-разпознаваемата униформа сред ВС на САЩ: със син цвят (Dress Blues) от началото на XIX век, а всекидневната им униформа (Service Uniform) – от началото на XX век. Униформата е характерна със семплия си външен вид, простота и с няколко изключения в нея не присъстват обозначения на частите и подразделенията, наградни ленти, флаг на САЩ и т.н. Характерни са 3 основни вида униформа.

#### Полева
Полевата униформа (Utility Uniform) се използва в местата на дислокация и/или в местата на носене на службата. MCCUU (Marine Corps Combat Utility Uniform) MARPAT (Marine Pattern) се състои от панталони със защитен камуфлаж (trousers) и куртка – яке (blouse) в един от утвърдените камуфлажни разцветки (за гористи местности (woodland – green/brown/black) или пустиня (desert – tan/brown/grey), велурени кафяви обувки MCCB (Marine Corps Combat Boots), колан (belt) и фланелка с тъмнозелен цвят. През летния сезон в местата на носене на службата ръкавите на куртката следва да бъдат плътно навити до началото на бицепса с вътрешната (светла) част навън (при военнослужещите от другите родове войски на САЩ камуфлажът следва да е отвън), формирайки добре оформен маншет.

#### Парадна
Парадната униформа (Dress Uniform) е единствената форма във ВС САЩ, която съчетава 3-те цвята на американския флаг. Предназначена е за носене при официални поводи и по време на церемонии (също така се носи от вербовъчните служители и често се среща в агитационните материали). Има 3 вида парадна форма: Blue (синя, най-разпространена), Blue-White (синя с бяло, лятна) и Evening (вечерна, за формални случаи). С тази униформа офицерите и подофицерите могат да носят кортик (съответно Mameluke Sword и NCO Sword).

#### Всекидневна
Всекидневната униформа (Service Uniform), със зелен цвят, се употребява в гарнизона, в който се носи военната служба (понастоящем все по-често се използва Utility Uniform вместо нея) и в официални, но не церемониални случаи. С тази униформа морските пехотинци могат да носят фуражка или кепе.

#### Кокарди
- Офицерска кокарда
- Кокарда за редници и сержанти

### Звания

#### Редови и сержантски състав
| Армия на САЩ код | E-9             | E-9                      | E-9      | E-8            | E-8            | E-7               | E-6           | E-5     | E-4      | E-3             | E-2               | E-1             |
| ---------------- | --------------- | ------------------------ | -------- | -------------- | -------------- | ----------------- | ------------- | ------- | -------- | --------------- | ----------------- | --------------- |
| Нашивка          |                 |                          |          |                |                |                   |               |         |          |                 |                   | Няма            |
| Звание           | Главен старшина | Старши стрелкови сержант | Старшина | Старши сержант | Главен сержант | Стрелкови сержант | Щабен сержант | Сержант | Ефрейтор | Младши ефрейтор | Редник първи клас | Редник наборник |
| Абревиатура      | SgtMajMarCor    | MGySgt                   | SgtMaj   | 1stSgt         | MSgt           | GySgt             | SSgt          | Sgt     | Cpl      | LCpl            | PFC               | Pvt             |
| Код НАТО         | OR-9            | OR-9                     | OR-9     | OR-8           | OR-8           | OR-7              | OR-6          | OR-5    | OR-4     | OR-3            | OR-2              | OR-1            |

#### Уорънт офицери
| Армия на САЩ код | W-5                                        | W-4                                        | W-3                                        | W-2                                        | W-1                                  |      |
| ---------------- | ------------------------------------------ | ------------------------------------------ | ------------------------------------------ | ------------------------------------------ | ------------------------------------ | ---- |
| Пагон            | USMC Chief Warrant Officer 5 Rank Insignia | USMC Chief Warrant Officer 4 Rank Insignia | USMC Chief Warrant Officer 3 Rank Insignia | USMC Chief Warrant Officer 1 Rank Insignia | USMC Warrant Officer 1 Rank Insignia |      |
| Звание           | Старши уорънт офицер 5 клас                | Старши уорънт офицер 4 клас                | Старши уорънт офицер 3 клас                | Старши уорънт офицер 2 клас                | Уорънт офицер 1 клас                 |      |
| Абревиатура      | CW5                                        | CW4                                        | CW3                                        | CW2                                        | WO1                                  |      |
| Код НАТО         | WO-5                                       | WO-4                                       | WO-3                                       | WO-2                                       | WO-1                                 | WO-1 |

#### Офицери
| Армия на САЩ код | O-10    | O-9               | O-8           | O-7              | O-6       | O-5          | O-4   | O-3     | O-2              | O-1              |
| ---------------- | ------- | ----------------- | ------------- | ---------------- | --------- | ------------ | ----- | ------- | ---------------- | ---------------- |
| Пагон            |         |                   |               |                  |           |              |       |         |                  |                  |
| Звание           | Генерал | Генерал-лейтенант | Генерал-майор | Бригаден генерал | Полковник | Подполковник | Майор | Капитан | Старши лейтенант | Младши лейтенант |
| Абревиатура      | GEN     | LTG               | MG            | BG               | COL       | LTC          | MAJ   | CPT     | 1LT              | 2LT              |
| Код НАТО         | OF-9    | OF-8              | OF-7          | OF-6             | OF-5      | OF-4         | OF-3  | OF-2    | OF-1             | OF-1             |